# Fuorigrotta
Fuorigrotta (in napoletano Forerotta) è un quartiere della zona occidentale di Napoli. Assieme al quartiere Bagnoli forma la X municipalità del comune di Napoli.
Ha una superficie di 6,2 km². Con i suoi 76 521 residenti è il quartiere più popolato della città. Confina a ovest con il quartiere Bagnoli (via Vicinale Volo S.Angelo, Cupa Vicinale Terracina, via Terracina, via Nuova Agnano, via Enrico Cocchia, via Circonvallazione della Caserma di Cavalleria), a nord con Pianura (via Ventilabro) e Soccavo (via Fosso S.Stefano, via Adige, via Arno, via Ernesto Ricci, via Giustiniano, via Tertulliano, via Vicinale Cupa Cintia, via Ventilabro), a nord-est con il quartiere Vomero, a sud con il quartiere Posillipo (via Alessandro Manzoni) e, infine, confina a est con il quartiere Chiaia (via Alessandro Manzoni, via Michelangelo da Caravaggio, via Torre Cervati, Cupa Torre Cervati, via Donato Bramante).

## Etimologia
Deve il suo nome alla sua posizione "al di fuori della grotta" (in latino foris cryptam) in riferimento al fatto che, sin dall'epoca romana, è collegata da una o più grotte al rione di Mergellina. Il territorio appartiene storicamente alla diocesi di Pozzuoli.

## Storia
La prima grotta, realizzata in epoca romana, è la Crypta Neapolitana, ancora visitabile nei tratti più esterni, ma non più percorribile per motivi di sicurezza, che collega Fuorigrotta con Piedigrotta, nei pressi della tomba di Virgilio. Era parte di un asse viario che collegava Napoli a Pozzuoli e l'area dei Campi Flegrei. Attualmente sono invece utilizzate la galleria Laziale e il tunnel delle IV Giornate.

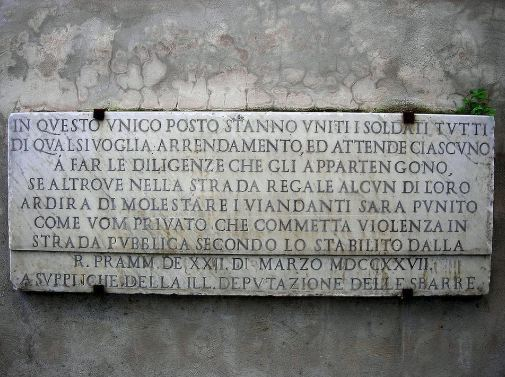
Lapide del XVIII secolo in via delle Legioni

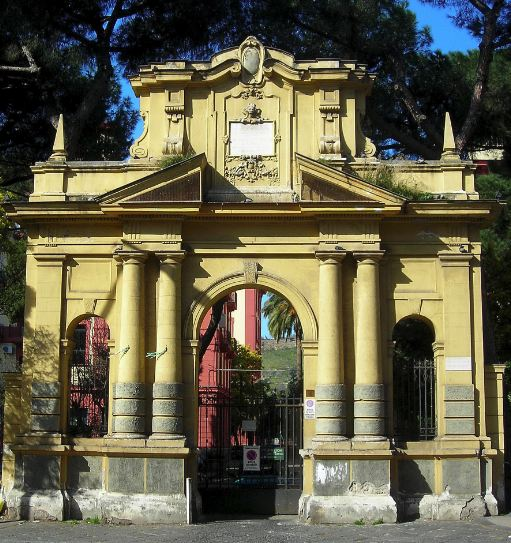
Il portale in stile neobarocco all'ingresso del Rione Miraglia

Fino all'epoca fascista, è stato un quartiere schiettamente agricolo; in quel periodo furono effettuati notevoli interventi urbanistici che rivoluzionarono l'assetto del quartiere con la creazione del "viale di Augusto" e della "Mostra d'Oltremare", sede dell'ente fieristico napoletano, l'ampliamento del Rione Duca d'Aosta (1926-29) e l'edificazione dell'attigua chiesa di Santa Maria Immacolata (1925-28), la costruzione del Rione Miraglia (1928-30).
A tale epoca risale gran parte della toponomastica delle strade e dei vialoni del quartiere dedicati a personaggi dell'antica Roma (viale Augusto, via Giulio Cesare, via Caio Duilio, ecc.) e a personaggi e luoghi dell'epoca delle lotte contro l'Impero ottomano (vedansi le vie Andrea Doria, Sebastiano Veniero, Francesco Morosini, Lepanto).
Ma è soprattutto nel periodo del boom economico che l'area divenne oggetto di un notevolissimo insediamento edilizio a scapito delle residue masserie esistenti, facendo del quartiere una delle aree più densamente popolate, ma anche urbanisticamente più ordinate della città di Napoli.

## Rioni
- Rione Duca d'Aosta
- Rione Miraglia
- Parco San Paolo
- Rione Lauro
- Rione La Loggetta
- Rione Cavalleggeri d'Aosta

## Strutture principali

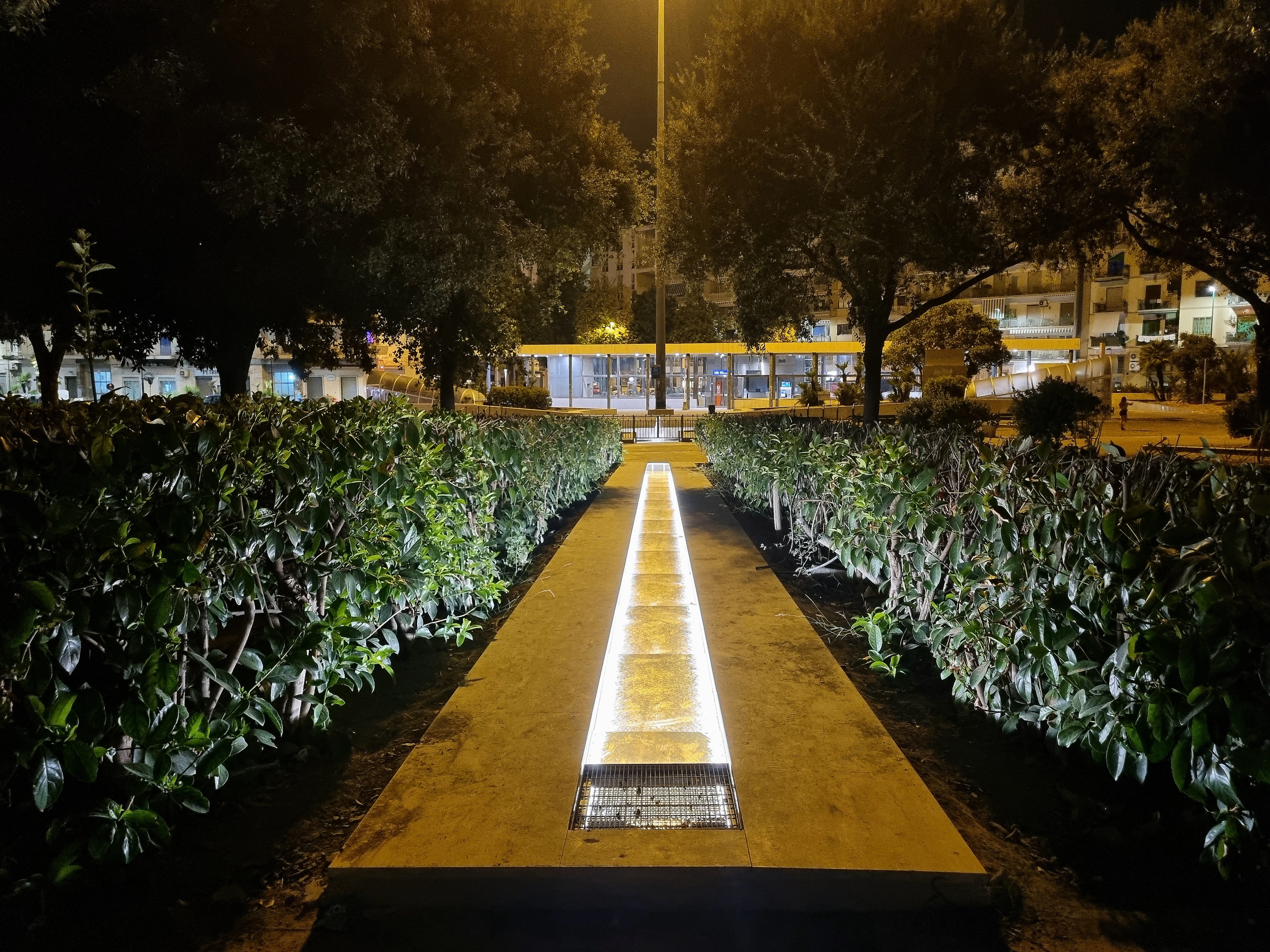
La fontana in piazza Italia

La topografia attuale del quartiere è frutto del progetto di risanamento fascista attuato fin dal 1925 e completatosi, dopo la seconda guerra mondiale, verso la prima metà degli anni cinquanta con l'edificazione della Nuova Parrocchia di San Vitale martire, edificata al posto di quella originaria, situata grossomodo fra le attuali Piazza Italia e Largo Lala, abbattuta (non senza le proteste dei residenti) per consentire l'apertura del viale di Augusto.
Nonostante la modesta estensione, Fuorigrotta rappresenta il centro degli eventi sportivi e fieristici napoletani, nonché la principale sede di concerti e convegni. È inoltre sede di numerosi istituti universitari e scientifici.

### Strutture sportive
Fuorigrotta è sede dei principali impianti sportivi napoletani tra i quali si contemplano:
- Lo stadio Diego Armando Maradona, il quarto più capiente d'Italia, teatro delle gare casalinghe della SSC Napoli;
- Il PalaBarbuto, palazzetto che ospita le gare casalinghe del Napoli Basket;
- La Piscina Felice Scandone, la principale struttura per il nuoto e per la pallanuoto della città, che ospita inoltre i match casalinghi della Posillipo e della Canottieri Napoli;
- La sede e la succursale del complesso polisportivo CUS Napoli dove si allena il gruppo sportivo giovanile delle Fiamme Oro.

Era presente inoltre anche lo Sferisterio Partenopeo e il Palazzetto dello sport Mario Argento, quest'ultimo costruito per i Giochi del Mediterraneo all'inizio degli anni sessanta, che negli anni settanta vide le glorie del basket partenopeo (Fides Partenope). Chiuso per rifacimenti mai avvenuti, è stato in parte demolito per cominciare la prima parte dei lavori, ma il progetto si è arenato, lasciando la struttura a metà e in balìa del degrado.

### Strutture ricreative
A Fuorigrotta sono presenti dei locali, diverse attrazioni che l'hanno resa nota nel divertimento napoletano:
- L'Edenlandia, il più antico parco di divertimenti in Italia insieme con Fiabilandia (Riccione)
- Il Maxicinema The Space, il più grande cinema multisala di Napoli e tra i maggiori in Europa
- Lo zoo di Napoli, uno dei più antichi giardini zoologici
- Il Bowling Oltremare

### Strutture riservate a fiere, convegni e concerti
Il quartiere è ricco di edifici chiave per Napoli per ciò che concerne questi settori:
- Il PalaPartenope, importante sede di eventi musicali e non solo;
- La Mostra d'Oltremare, una delle principali sedi fieristiche italiane e, assieme alla Fiera del Levante, la maggiore del mezzogiorno. Al suo interno si estendono il Parco Archeologico, il Parco Congressuale, il Parco della Cultura e del Tempo libero e il Parco Fieristico.

La “Mostra” comprende inoltre strutture come l'Arena Flegrea, la più antica nel suo genere in Italia (sede di numerosi festival tra cui anche il “Premio Carosone”), il Teatro Mediterraneo, la piscina olimpica e la maestosa Fontana dell'Esedra.

### Strutture didattiche e scientifiche
Fuorigrotta è a Napoli, per antonomasia, il quartiere universitario, in quanto sede di importanti e rinomati atenei. Vi si trovano inoltre numerosi istituti dediti alla ricerca meccanica e scientifica. Vi sono:
- Dipartimento di Ingegneria (sede di Piazzale Tecchio) e dipartimenti eredi della ex facoltà di Scienze matematiche, fisiche e naturali e della ex facoltà di Economia (sede di Monte Sant'Angelo) dell'Università degli Studi di Napoli Federico II, la più antica università statale e laica al mondo;
- Facoltà di Scienze motorie dell'Università Parthenope (nata dalla trasformazione dell'ISEF);
- Il CNR e in particolare l'Istituto Motori e l'Istituto di Ricerche sulla Combustione;
- La sede operativa e moderna dell'Osservatorio Vesuviano;
- Il PICO, ovvero il Palazzo dell'Innovazione e della Conoscenza.

### Altre strutture
Inoltre, in via Guglielmo Marconi, si trovano l'Archivio Storico della Canzone Napoletana e il Centro di Produzione della RAI, ove negli ultimi anni sono state realizzate alcune fra le serie TV di punta del palinsesto RAI (Un posto al sole; La squadra; La nuova squadra, ecc.). Dal suo Auditorium negli anni settanta veniva inoltre trasmesso il popolare varietà musicale Senza rete.
Fuorigrotta è anche sede di un importante mercato rionale recentemente spostato dalla sede storica nei pressi della Ferrovia Cumana in via Metastasio. Vi si trova anche un cimitero.

## Monumenti e siti di interesse
(Sigmund Freud)

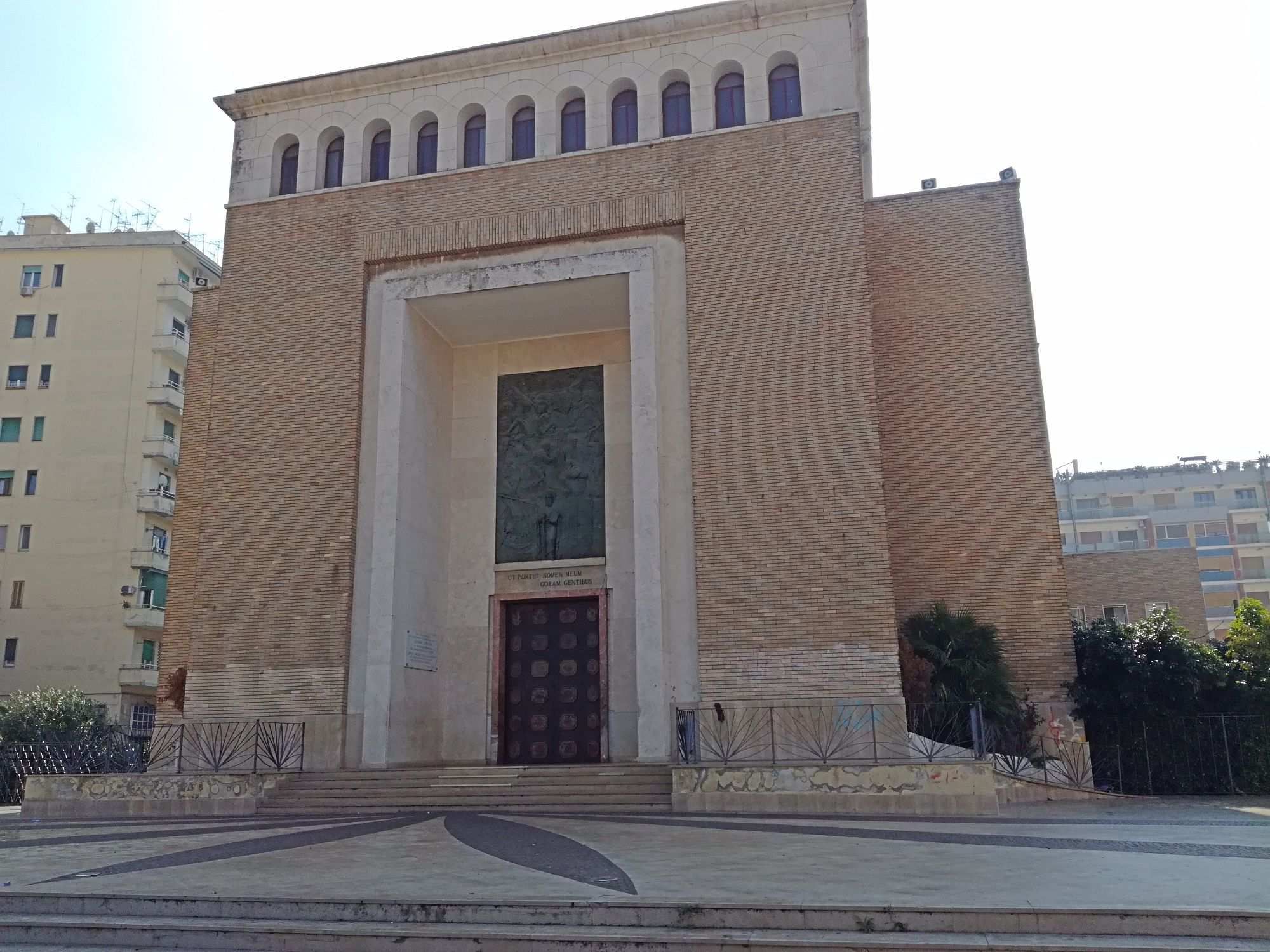
La chiesa di San Vitale Martire

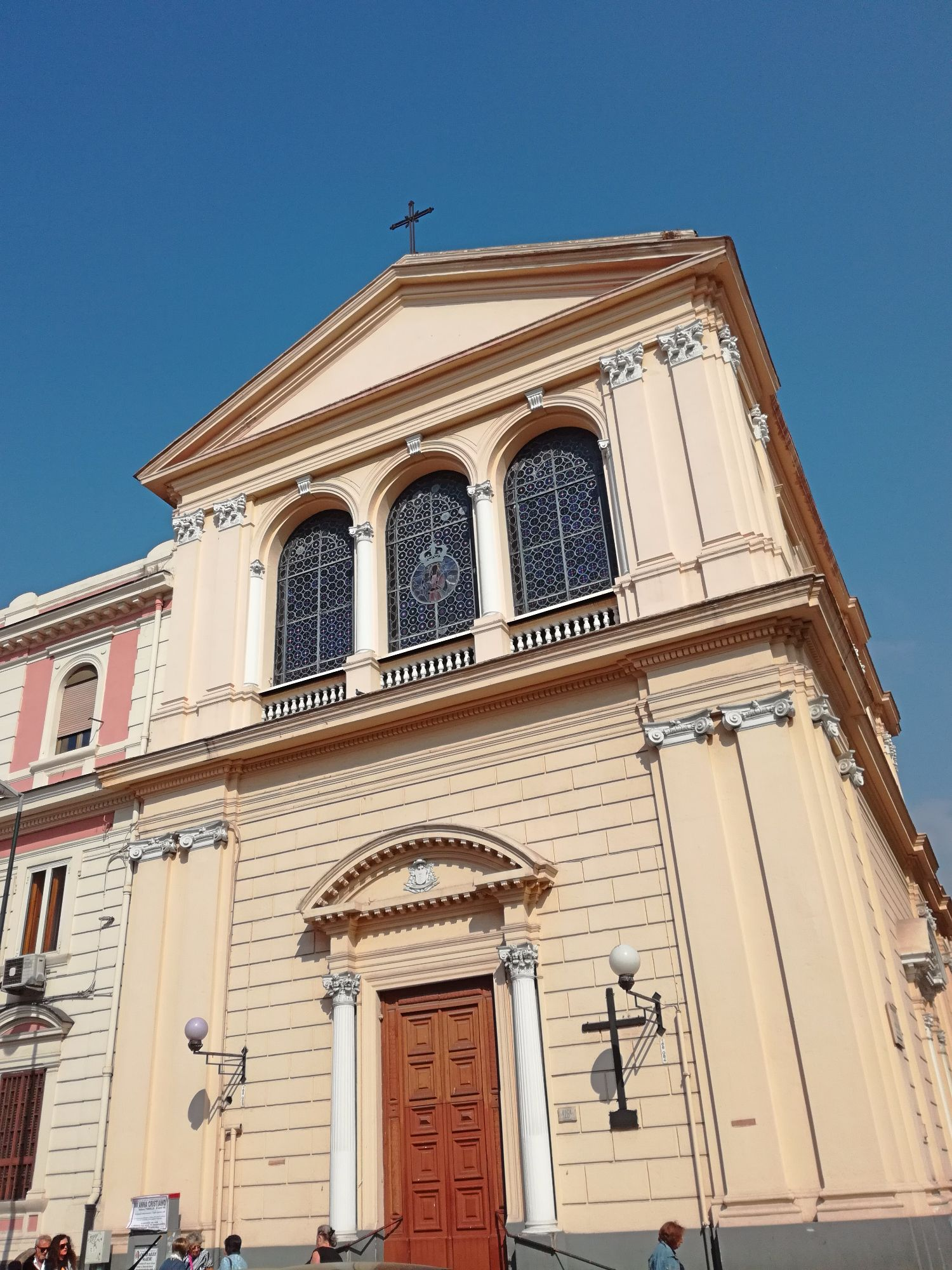
La chiesa dell'Immacolata

- La chiesa di San Vitale Martire, che nel XIV secolo originariamente sorgeva più vicina alla grotta, edificata sui resti di un'omonima chiesa eretta forse in epoca bizantina. Vi fu sepolto, temporaneamente, il poeta Giacomo Leopardi, le cui spoglie riposano adesso a Piedigrotta, nei pressi della tomba di Virgilio. La chiesa originaria fu demolita a seguito dei lavori di risistemazione di viale Augusto e della Mostra d'Oltremare, e ricostruita in un luogo diverso nel XX secolo. Attualmente conserva a testimonianza dell'antico splendore due grandi quadri di Paolo De Matteis che rappresentano il trionfo di Davide e il trionfo di Giuditta. Dell'antico presepe settecentesco gran parte dei pastori sono stati trafugati.
- Torre Cervati, costruita nell'Alto Medioevo, era una delle strutture militari di Napoli, di cui oggi rimangono solo alcuni resti del muro perimetrale.
- Le terme romane (risalenti al II secolo d.C.) site in via Terracina, e raramente visitabili, presentano resti di mosaici a tessere bianche e nere raffiguranti soggetti mitologici e di rivestimenti in marmo. Sono ben visibili anche le strutture dell'impianto termale e dei pavimenti rialzati (ipocausto);
- Un'antica strada romana basolata, che corre parallela a via Terracina ma è situata all'interno dell'area della Mostra d'Oltremare, di cui un tratto è visibile presso la facoltà di ingegneria, fiancheggiata da un tempietto romano, mentre un altro bel tratto è più avanti all'interno dello Zoo di Napoli;
- Nei pressi della scuola media Silio Italico, in piazza Pilastri, lungo via Giulio Cesare, si trova ancora una stele di piperno del 1789[2] che testimonia l'istituzione di un posto di blocco sanitario. Per disposizione di re Ferdinando IV, è riportato sulla stele, in quel luogo dovevano essere fermati i carri e gli animali impiegati nella macerazione della canapa e del lino nella zona del lago di Agnano.

### Eventi e manifestazioni
- Napoli Comicon - Salone Internazionale del Fumetto è una fiera annuale dedicata al fumetto e all'animazione che si svolge ogni anno, alla Mostra d'Oltremare.

## Viabilità e trasporti
Nel 1876 si era stabilita la realizzazione di un collegamento tranviario tra il borgo di Fuorigrotta e piazza San Ferdinando. Il primo collegamento trasportistico fu con Pozzuoli, aperto nel 1878 tramite una tranvia a cavalli, esercitata con motrici a vapore dal 1883. Solo il 25 marzo 1885 la tranvia fu estesa fino a Napoli passando attraverso una galleria scavata tra il 1882 e il 1884 accanto alla storica "Crypta Neapolitana". La galleria, chiamata Grotta nuova o galleria 1884 perché in quell'anno fu aperta, dal 1936 assunse il nome di galleria IX Maggio (giorno della proclamazione dell'Impero), mentre nel 1939 partirono i lavori per allargarla, conclusi nel 1940. Fu chiamata dal 6 luglio 1945 galleria delle Quattro Giornate.
La realizzazione di un secondo tunnel di collegamento fu stabilita nel dicembre 1912, quando fu stretta una convenzione con la Società Edilizia Laziale per la realizzazione di un nuovo agglomerato abitativo al di là della collina di Posillipo e lo scavo di una galleria sotto quest'ultima che collegasse Fuorigrotta a piazza Sannazaro. Progettisti della galleria, ma anche del nuovo rione Occidentale, furono Giovan Battista Comencini e Nicola Daspuro. Il tunnel fu scavato dal 1924 al 1925 dall'impresa De Lieto, chiamato galleria Laziale per via della società edilizia oppure galleria di Posillipo perché scavato nella collina di Posillipo. Fu ufficialmente inaugurato il 20 maggio 1925.
Le principali arterie del quartiere sono viale Augusto, via Giulio Cesare, via Lepanto, via Leopardi, via Consalvo, via Caravaggio, via Terracina, viale Kennedy e via Diocleziano.
È da sottolineare che Fuorigrotta è uno dei quartieri più collegati della città (attualmente vi sono addirittura tre linee ferroviarie), questo anche per il gran numero di persone che vengono attirate da concerti, partite di calcio, mostre e altri eventi.
Le fermate della Linea 2 della metropolitana che toccano Fuorigrotta sono Piazza Leopardi, Campi Flegrei e Cavalleggeri Aosta.
Le fermate della Ferrovia Cumana sono Fuorigrotta, Mostra e Zoo-Edenlandia. Le fermate della linea 6 che attraversano il quartiere Fuorigrotta sono Mostra, Augusto e Lala.
Fuorigrotta fino a un periodo che va dagli ultimi anni ottanta alla fine degli anni novanta del XX secolo è stato un importante snodo della rete tranviaria di Napoli che collegava Poggioreale a Bagnoli. Attualmente in via Cumana è ancora presente il vecchio deposito dei tram, costruito nel 1894.
Dalla metà degli anni novanta è allo studio anche la possibilità (rimasta però sempre soltanto sulla carta) di ripristinare la funivia di Posillipo già attivata negli anni quaranta (e dismessa nel 1961 per via della crescente urbanizzazione della zona di Cavalleggeri, che metteva a rischio la sicurezza dell'impianto) che collegava Fuorigrotta e la collina di Posillipo. Quello che resta dell'impianto è oggi proprietà della Mostra d'Oltremare, che l'ha messo in vendita; alcuni consiglieri e il presidente della Circoscrizione Chiaia-Posillipo-San Ferdinando (oggi Prima Municipalità) hanno fatto pressioni nell'ottobre 2006 al Comune di Napoli perché l'acquistasse.
Un altro progetto prevederebbe la sostituzione della vecchia funivia con una funicolare, ma restano molti dubbi per via della fortissima pendenza da superare. In ogni caso oggi, per andare da Fuorigrotta a Posillipo (o viceversa), bisogna passare da Mergellina, da Coroglio o dal Rione Cavalleggeri d'Aosta: tutte zone spesso molto trafficate.